# ンクレンクル
ンクレンクル（Nkurenkuru）は、ナミビアの北部にある町。また西カバンゴ州の州都である。アンゴラと国境を接しており、国境のオカヴァンゴ川を挟んでクアンド・クバンゴ州のCuangarと相対する。人口は618人（2011年国勢調査）で、14ある州都の中では最も少ない。一方で西カバンゴ州では唯一議会を持つ都市である。国道B10号が通過する。

## 歴史
名称は現地のクワンガリ語で「古い場所」という言葉から由来する。16世紀ごろより続くウクワンガリ王国の中心地であり、ドイツ領南西アフリカに編入された後もカバンゴ州の州都に指定されていた。しかし南アフリカの委任統治領時代の1936年にルンドゥへ州都が移され、地域の中心地ではなくなった。その後2013年8月8日にカバンゴ州が東西に分割されると、ンクレンクルは西カバンゴ州の州都に指定された。

## 交通

### 道路
- 国道B10号 (ナミビア)（英語版、ドイツ語版）